# Aubrey Beauclerk (homme politique)
Pour les articles homonymes, voir Aubrey Beauclerk et Beauclerk.
William Aubrey de Vere Beauclerk (20 février 1801 – 1er février 1854), est un homme politique britannique.

## Biographie
Il est le fils de Charles George Beauclerk et d'Emily Ogilvie. Ancien major de l'armée, il est député pour la circonscription de East Surrey de 1832 à 1837. Il mène une politique radicale et est actif dans les mouvements de réforme.
En tant que député, Beauclerk soutient la cause radicale de l'époque, notamment l'abolition de l'esclavage et l'abandon de la dîme.